# فهرست کنفرانس‌های بین‌المللی افغانستان
فهرست کنفرانس‌های بین‌المللی افغانستان (انگلیسی: List of international conferences on Afghanistan)
پس از سقوط طالبان در سال ۲۰۰۱، کنفرانس‌های بین‌المللی متعددی درباره آینده افغانستان در مکان‌های مختلف برگزار شد. اولین کنفرانس در تاریخ ۶ قوس/آذر (۲۷ نوامبر) تا ۱۴ قوس/آذر (۵ دسامبر) ۱۳۸۰ (۲۰۰۱ میلادی) در پترسبرگ در کونیگزوینتر در نزدیکی بن برگزار شد
دیگر کنفرانس‌ها عبارت بودند از:
- کنفرانس بین‌المللی افغانستان در شهر بن در سال ۱۳۸۰
- کنفرانس بین‌المللی افغانستان در برلین ۱۳۸۳
- کنفرانس بین‌المللی افغانستان در لندن ۱۳۸۴
- کنفرانس بین‌المللی حاکمیت قانون در افغانستان رم ۱۳۸۶
- کنفرانس بین‌المللی افغانستان در پاریس ۱۳۸۷
- کنفرانس بین‌المللی افغانستان در مسکو ۱۳۸۷
- کنفرانس بین‌المللی افغانستان در لاهه ۱۳۸۸
- کنفرانس بین‌المللی افغانستان در لندن ۱۳۸۸
- کنفرانس بین‌المللی افغانستان در شهر بن ۱۳۹۰
- کنفرانس بین‌المللی افغانستان در لندن ۱۳۹۳